# الهارب (مسلسل)
الهارب هو مسلسل تلفزيوني تركي بدأ عرضه في ستبمبر 2013 وانتهى بجزئه الثاني في فبراير 2015.

## روابط خارجية
- الهارب على موقع IMDb (الإنجليزية)
- الهارب على موقع نتفليكس (الإنجليزية)
- الهارب على موقع كينوبويسك (الروسية)
- الهارب على موقع قاعدة بيانات الفيلم (الإنجليزية)

1. ↑  Fernsehserien.de (بالألمانية), QID:Q54871129
2. ↑  QuarkPlayer, player-inline {display: inline-block;padding-bottom: 56 25%;position: relative;width: 100%;z-index: 5;} player-box {height: 100%;left: 0;position: absolute;top: 0;width: 100%;}$ ready{quarkPlayer = new; autoPlay: 'scroll'; false, subTitles:; true, showAds:; false, showNotification:; showB; true, widthSelector:; false, customMenu:; Preload: 'Auto'. "Kaçak dizisi ne zaman final yapacak? - Magazin Haberleri". Milliyet (بالتركية). Archived from the original on 2019-12-29. Retrieved 2019-12-29.{{استشهاد ويب}}:  صيانة الاستشهاد: أسماء عددية: قائمة المؤلفين (link) صيانة الاستشهاد: أسماء متعددة: قائمة المؤلفين (link) صيانة الاستشهاد: علامات ترقيم زائدة (link)